# HMS Indefatigable (1909)
«Индефатигабл» (англ. HMS Indefatigable, Корабль Его Величества «Индефатигабл», «Неутомимый») — головной в одноимённой серии из трёх линейных крейсеров. Военно-морского флота Великобритании.
Представлял собой увеличенную версию линейного крейсера типа «Invincible» с пересмотренной схемой защиты, а также дополнительно удлиненным бортом на миделе, что позволило установить две средние башни.

## История службы
Когда началась Первая мировая война, «Индефатигабл» служил во 2-й крейсерской эскадре (BCS) в Средиземном море, где она безуспешно преследовала линейный крейсер «Гебен» и лёгкий крейсер «Бреслау» германского императорского флота, когда те совершили прорыв в Чёрное море в Османскую империю. 3 ноября 1914 года корабль подвергся бомбардировке со стороны османских укреплений, защищавших Дарданеллы, затем, после ремонта на Мальте, в феврале вернулся в Соединенное Королевство, где он воссоединился со 2-й крейсерской эскадрой.

## Гибель
«Индефа́тигабл» был потоплен 31 мая 1916 года, во время Ютландского сражения, ставшего крупнейшим морским сражением войны. Входил в крейсерскую группу вице-адмирала сэра Дэвида Битти, в начальной фазе боя участвовал в «беге на юг». Снаряд с немецкого линейного крейсера «Фон дер Танн» в 18:31 пробил башню Q, через несколько секунд взорвался погреб Q, а немного погодя — Р. Второй взрыв швырнул большие куски корабля на 200 футов (60 м) в воздух. Только двум членам экипажа из находившихся на борту 1019 удалось спастись.